# Hovatipula cubitalbella
Hovatipula cubitalbella är en tvåvingeart som beskrevs av Alexander 1963. Hovatipula cubitalbella ingår i släktet Hovatipula och familjen storharkrankar.
Artens utbredningsområde är Madagaskar. Inga underarter finns listade i Catalogue of Life.